# Kapalo Koto (Payakumbuh Selatan)
Kapalo Koto is een bestuurslaag in het regentschap Payakumbuh van de provincie West-Sumatra, Indonesië. Kapalo Koto telt 632 inwoners (volkstelling 2010).